# Ley de educación de Andalucía
La Ley 17/2007, de 10 de diciembre, de Educación de Andalucía de 2007 (o L.E.A.) es una ley de ámbito autonómico sobre la estructura organizativa de la educación en la comunidad autónoma de Andalucía (España) encontrándose en línea con la Ley Orgánica de Educación. Apareció aprobada en el BOJA número 252 de 26 de diciembre de 2007. La LEA tiene como base cinco objetivos principales: asegurar el éxito escolar, incrementar el número de titulados superiores, incorporar las nuevas competencias al alumnado, potenciar las buenas prácticas docentes y profundizar en el proceso de modernización de los centros educativos. Entre los años 2007 a 2012 tiene determinado un presupuesto de 1.879.032.871 euros.
Los diferentes títulos e intenciones que la componen son los siguientes:
- Título preliminar. En sus disposiciones generales delimita el objeto y ámbito de esta ley.
- Título I. "La comunidad educativa". Hace referencia al alumnado, al profesorado, al personal de administración y servicios y de atención educativa complementaria y -finalmente- las familias. Legisla sobre la organización, articulación, derechos y deberes.
- Título II. "Las enseñanzas". Sobre cómo se articula el currículo de todas las enseñanzas que se imparten en Andalucía, principios, competencias básicas, educación en valores, cultura andaluza...
- Título III. "Equidad en la educación". Sobre la igualdad entre todo el alumnado independientemente de sus capacidades, alumnado con necesidades específicas de apoyo educativo, gratuidad, becas y ayudas.
- Título IV. "Centros docentes". Regula la autonomía pedagógica y de gestión de centros, documentos de centro, función directiva y órganos colegiados.
- Título V. "Redes y zonas educativas, descentralización y modernización administrativa".
- Título VI. "Evaluación del sistema educativo". Destacando la existencia de la Agencia andaluza de evaluación educativa.
- Título VII. "Cooperación de otras administraciones y entidades".
- Título VIII. "Gasto público en educación", que recoge la parte económica.

El proyecto educativo de cada centro definirá los objetivos particulares que se propone alcanzar, partiendo de su realidad y tomando como referencia la regulación estatal y autonómica acerca de los principios que orientan la etapa educativa de la que se trate y las correspondientes prescripciones acerca del currículo.
```
	De todos modos, el citado proyecto educativo abordará los siguientes aspectos:
```

	-Líneas generales de actuación pedagógica.
	-Coordinación y concreción de los contenidos curriculares, así como el tratamiento transversal en las áreas, materias o módulos de la educación en valores y otras enseñanzas.
	- Forma de atención a la diversidad del alumnado.
	- El plan de orientación y acción tutorial.
	- El plan de convivencia a desarrollar para prevenir la aparición de conductas contrarias a las normas de convivencia y facilitar un adecuado clima escolar. Incluirá, asimismo, las normas de convivencia, tanto generales del centro que favorezcan las relaciones de los distintos sectores de la comunidad educativa, como particulares del aula, y un sistema que detecte el incumplimiento de las normas y las correcciones que, en su caso, se aplicarían.
	-Objetivos propios para la mejora del rendimiento escolar y la continuidad del alumnado en el sistema educativo.
	-El plan de formación del profesorado.
	- Los criterios para organizar y distribuir el tiempo escolar, así como los objetivos y programas de intervención en el tiempo extraescolar. i) Los procedimientos de evaluación interna.
	 -Cualesquiera otros que le sean atribuidos por la Administración educativa. 